# Chapelle de pèlerinage Notre-Dame du Schauenberg
La chapelle de pèlerinage Notre-Dame du Schauenberg est un monument historique situé à Pfaffenheim, dans le département français du Haut-Rhin.

## Localisation
Le couvent de Notre-Dame de Schauenberg est situé sur le flanc d’une colline des premiers contreforts des Vosges, à 410 m d’altitude et face à la plaine d’Alsace. Le lieu est situé sur le territoire de la commune de Pfaffenheim, mais se trouve géographiquement à égale distance de cette commune et de celle de Gueberschwihr, tandis que celle d’Osenbach se trouve de l’autre côté de la montagne.

## Historique
Si le toponyme « Schowenberg » apparaît pour la première fois peu avant 1334, aucune information détaillée n’existe sur le lieu avant le XVe siècle. Il semble que vers le début de ce siècle, l’endroit soit habité par un ermite nommé Uldaric, qui vénère saint Ulrich dans une petite chapelle proche de son ermitage. Quelques décennies plus tard, la chapelle est tenue par un chapelain dépendant de la paroisse de Pfaffenheim et dédiée à la Vierge.
Il semble qu’un pèlerinage ait émergé au Schauenberg vers le milieu du XVe siècle. Il y a ainsi en 1483 une affluence suffisamment importante pour que les autorités de Pfaffenheim cherchent à l’encadrer. Elles demandent et obtiennent ainsi la reconnaissance officielle du pèlerinage à l’évêque de Bâle. La popularité du lieu continue de croître dans les décennies suivantes, ce qui impose la construction d’une chapelle plus grande en 1515. La hausse de la fréquentation se poursuit au XVIIe siècle, avec des visites régulières des évêques de Strasbourg et la mise en place de processions régulières depuis Pfaffenheim, avec participation et offrandes obligatoires. Les habitants de localités plus éloignées, comme Turckheim en 1655, viennent également parfois en procession jusqu’à la chapelle.
La chapelle de 1515 se montrant à son tour trop petite, elle est une nouvelle fois agrandie en 1685. Le chantier est géré par les Franciscains de Rouffach à partir de 1690, peut-être parce que la construction pose des problèmes. Le nouvel édifice est consacré le 11 juillet 1695 par l’évêque de Bâle, au cours d’une grande cérémonie pendant laquelle cent soixante-dix personnes sont confirmées. À la suite de leur prise en charge du chantier, les franciscains assument également à partir de 1704 la gestion du pèlerinage et construisent un couvent pour loger sur place les religieux desservant la chapelle. Ils ont toutefois de fréquents démêlés avec les autorités de Pfaffenheim, qui semblent se méfier de leur mainmise sur leur site, bien que qu’elles soient à l’origine de leur venue.
L'édifice fait l'objet d'une inscription au titre des monuments historiques depuis 2000.

## Légendes

### Guérison d’Anne de Saxe
Un miracle aurait eu lieu au Schauenberg en 1446 : Anne de Saxe, épouse de Louis Ier de Hesse, malade, aurait été miraculeusement guérie après que l’un de ses envoyé ait déposé une image de la Vierge sur l’autel de la chapelle et prié pour sa guérison. Cet événement n’est toutefois mentionné qu’après le milieu du XVIIIe siècle, dans des textes écrits par des franciscains. Bien que ces textes prétendent se baser sur des documents anciens — qui n’ont pas encore été retrouvés, leur apparition coïncide avec le renforcement de la politique des franciscains pour faire du Schauenberg un centre de dévotion mariale et sa véracité est donc incertaine.

### Pierre du Diable
La légende de la pierre du Diable (Teufelstein) est liée à la reconstruction de la chapelle en 1515. Afin de l’empêcher, le Diable aurait arraché une partie du rocher appelé « table des druides » située au dessus de la chapelle et l’aurait projeté sur celle-ci. Grâce à l’intervention divine, le rocher serait toutefois devenu mou et aurait rebondi sur la chapelle sans lui causer de dommage. Une pierre se trouvant en contrebas et portant des marques parallèles semblables à des traces de doigts de grande taille est décrite comme étant celle de cet épisode et appelée par conséquent « pierre du Diable ».